# هيين (مغنية)
لي هاي إن، والمعروفة بإسم هيين (بالكورية: 이혜인) هي مغنية كورية جنوبية وعارضة أزياء طفلة سابقة، ولدت يوم 21 أبريل 2008 في منطقة ميتشوهول في كوريا الجنوبية.

## روابط خارجية
- هيين على موقع IMDb (الإنجليزية)
- هيين على موقع IMDb (الإنجليزية)
- هيين على موقع ميوزك برينز (الإنجليزية)
- هيين على موقع ديسكوغز (الإنجليزية)
- هيين على موقع قاعدة بيانات الفيلم (الإنجليزية)